# Asamblea Nacional de Pakistán
La Asamblea Nacional de Pakistán es la cámara baja del Parlamento de Pakistán (Majlis-e-Shoora), que también comprende al Presidente de Pakistán y el Senado (cámara alta). Tanto el Senado como la Asamblea Nacional tienen su sede en Islamabad. La Asamblea Nacional es un órgano democráticamente elegido que consta de un total de 342 miembros a los que se conoce como Miembros de la Asamblea Nacional, de los cuales, 272 son elegidos directamente y 70 están reservados a mujeres y minorías religiosas. Un partido debe obtener 172 asientos para asegurar una mayoría estable.
Los miembros son elegidos por Escrutinio mayoritario uninominal mediante sufragio universal, representando a los distritos electorales conocidos como circunscripciones. De acuerdo a la Constitución de Pakistán, los 70 escaños reservados para las mujeres y las minorías religiosas se asignan a los partidos políticos según su representación proporcional. Cada Asamblea Nacional se forma por un mandato de 5 años.
La actual Asamblea Nacional es la 16ª Asamblea Nacional de Pakistán, que se formó en febrero de 2024 tras las elecciones generales pakistaníes de 2024. Las elecciones fueron impugnadas por fraude. La 16ª asamblea ha sido testigo de varios cambios, incluyendo un gran bloque de políticos independientes respaldados por el PTI que utilizan el Consejo Suní Ittehad como vehículo parlamentario, y varios escaños reservados que han sido suspendidos por el Tribunal Supremo de Pakistán debido al caso de los escaños reservados.

## Historia
La primera sesión de la Asamblea Nacional de Pakistán se llevó a cabo el 10 de agosto de 1947. El 11 de agosto de 1947, Muhammad Ali Jinnah fue elegido por unanimidad Presidente de la Asamblea y la bandera nacional fue formalmente aprobada.
El 12 de agosto de 1947, se aprobó en la Asamblea una resolución por el que se le daba el título honorífico de Quaid-e-Azam (el gran líder) a Muhammad Ali Jinnah. Ese mismo día, se eligió un comité especial llamado "Comité de Derechos Fundamentales de los Ciudadanos y las Minorías del Pakistán" para aconsejar a la Asamblea en materias de derechos fundamentales de los ciudadanos y, particularmente de las minorías, con el objetivo de poder legislar sobre esas materias adecuadamente.
El 14 de agosto de 1947, la transferencia de poder entre el Reino Unido y Pakistán se hizo oficial. Lord Mountbatten, gobernador general de la India, acudió a la Asamblea Nacional donde Muhammad Ali Jinnah dio un discurso a ambas cámaras del Parlamento, estableciendo los principios sobre los que se establecería el Estado pakistaní.
El 15 de agosto de 1947, Quaid-e-Azam Muhammad Ali Jinnah fue nombrado primer gobernador general de Pakistán. Mian Sir Abdur Rashid, Jefe de Justicia de Pakistán le prestó juramento. Muhammad Ali Jinnah se mantuvo en el cargo hasta su muerte en 1948.

## Poderes

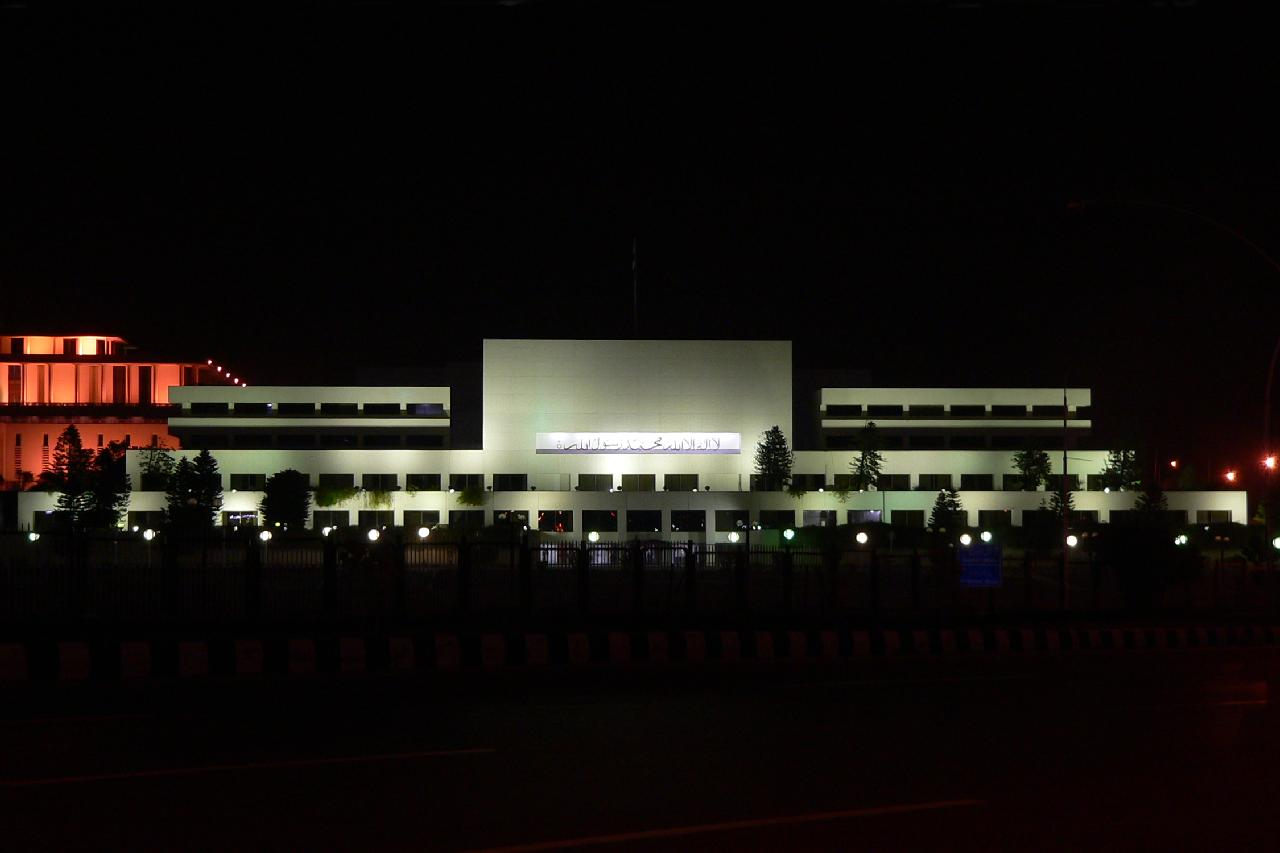
Fotografía de la Asamblea Nacional de Pakistán

La Constitución aprobada por unanimidad por la Asamblea Nacional en abril de 1973, establece un sistema de gobierno parlamentario y federal, con el Presidente como jefe de Estado y el primer ministro como jefe de Gobierno. El artículo 50 de la Constitución pakistaní establece que el poder legislativo pertenece al Majlis-e-Shoora (Parlamento), el cual es bicameral dividido en una cámara baja que es la Asamblea Nacional y una cámara alta que es el Senado y del cual, el Presidente forma parte. La Asamblea Nacional, el órgano legislativo soberano de Pakistán, hace que las leyes de la federación bajo los poderes que se detallan en la Lista Legislativa Federal y también sobre los temas de la Lista Concurrente de la Constitución. A través de debates, mociones de censura, sesiones de control y comités permanentes, la Asamblea Nacional mantiene un control sobre el gobierno. Esto asegura que el gobierno funcione dentro de los parámetros establecidos en la Constitución y no viole los derechos fundamentales del pueblo. El Parlamento examina el gasto público y ejerce el control de los gastos incurridos por el gobierno a través de la labor de los comités permanentes pertinentes. El Comité de Cuentas Públicas tiene un papel especial para revisar el informe del Auditor General. El Senado, la Cámara Alta del Parlamento, tiene una representación igual de las unidades federadas que equilibran la desigualdad provincial en la Asamblea Nacional, donde el número de miembros se basa en la población de las provincias. El papel del Senado es promover la cohesión nacional y la armonía, y trabajar como factor estabilizador de la federación. La Asamblea Nacional consta de 342 miembros. La Constitución faculta al Presidente para disolver la Asamblea Nacional, pero el Senado no está sujeto a la disolución. Sólo el Parlamento puede reformar la Constitución, por mayoría de dos tercios de los votos por separado en cada Cámara.

## Miembros de la Asamblea Nacional

### Requisitos
La Constitución establece una serie de requisitos para ser miembro de la Asamblea Nacional en su artículo 62.
En el artículo 63, establece una serie de causas por las cuales no se puede ser elegido miembro de la Asamblea, tales como Enfermedad mental, Quiebra, tener antecedentes criminales o estar en posesión de doble nacionalidad o haber renunciado a la nacionalidad pakistaní, entre otros. Además, un individuo no podrá ser elegido miembro de la Asamblea si se opone o se ha opuesto a la ideología de Pakistán o ha trabajado contra la integridad del país tras su establecimiento en 1947.

### Mandato
La Asamblea Nacional es elegida por un período de cinco años entre sufragio activo y pasivo adulto y el principio de Una persona, un voto. El mandato de un miembro de la Asamblea Nacional es la duración de la Cámara, o antes, en caso de que el miembro muera o renuncie. El mandato de la Asamblea Nacional también termina si se disuelve por consejo del primer ministro o por el presidente a su discreción en virtud de la Constitución. En virtud de la Constitución de 1973, un miembro del Parlamento no puede ocupar el cargo de primer ministro más de dos veces.

## Presidente y Vicepresidente
De acuerdo con la Constitución de Pakistán:
1. Tras unas elecciones generales, la Asamblea Nacional debe, en la primera sesión y con exclusión de cualquier otro asunto, elegir de entre sus miembros al Presidente y Vicepresidente de la Asamblea, y siempre que quede vacante, esta deberá elegir otro Presidente y Vicepresidente.
2. Antes de asumir el cargo, el Presidente o Vicepresidente electo deberá tomar juramento ante la Cámara.
3. Cuando el cargo de Presidente está vacante o el Presidente está ausente o no incapacitado para llevar a cabo sus funciones, el vicepresidente actuará como Presidente y, si éste también está vacante, ausente o incapacitado, el miembro que determine el reglamento de la Asamblea presidirá la reunión de la Asamblea.
4. El Presidente o el vicepresidente no presidirá una reunión de la Asamblea cuando se esté considerando una resolución para su destitución.
5. El Presidente podrá, mediante carta dirigida al Presidente de la República, renunciar a su cargo.
6. El Vicepresidente podrá, mediante carta dirigida al Presidente de la Asamblea Nacional, renunciar a su cargo.
7. El cargo de Presidente o Vicepresidente quedará vacante si:
  1. Su titular renuncia al cargo.
  2. Su titular cesa como miembro de la Asamblea.
  3. Su titular es cesado por resolución de la Asamblea, avisando con no menos de 7 días de antelación y aprobada la resolución con mayoría absoluta.
8. Cuando se disuelva la Asamblea Nacional, el Presidente continuará en su cargo hasta que la persona elegida para ocupar el cargo por la próxima Asamblea tome posesión de él.

El Presidente de la Cámara es el Presidente de la Asamblea Nacional. El Speaker es asistido por el vicepresidente. Ambos cargos son elegidos dentro de entre los miembros de la Asamblea Nacional y, normalmente, suelen ser miembros del partido mayoritario. La elección de los dos cargos es el primer asunto del que la Asamblea Nacional entrante se ocupa, como lo exige la Constitución. Aparte de presidir los debates de la Asamblea Nacional, el Presidente de la Asamblea también asumirá el cargo de Presidente interino de la República si éste cargo está vacante (solo lo asumirá si el Presidente del Senado por algún motivo no puede asumir dicho cargo temporal).

## Sesiones
La Asamblea Nacional trabaja mediante sesiones. Antes de la Primera Enmienda, la Asamblea se tenía que reunir como mínimo cada 130 días. Sin embargo, tras la Primera Enmienda, éste plazo entre sesiones fue reducido de 130 a 90 días, y debe haber al menos tres sesiones al año. Las sesiones de la Asamblea Nacional son convocadas por el Presidente de Pakistán en virtud del Artículo 54.1 de la Constitución. En la orden de convocatoria de la Asamblea, el Presidente de Pakistán establece la fecha, hora y lugar (suele ser el edificio del Parlamento) para que la Asamblea se reúna. La fecha y la hora de la convocatoria de la Asamblea Nacional se anuncia de inmediato por radio y televisión. Generalmente, una copia de la convocatoria también se envía a los Miembros en su domicilio. La Asamblea Nacional también puede ser convocada por el Presidente de la Asamblea Nacional a petición de un cuarto de los miembros de la Asamblea Nacional. Si se solicita la Asamblea Nacional, esta debe reunirse en un plazo de 14 días.

## Procedimiento

### Papel constitucional
El artículo 50 de la Constitución dispone que el Parlamento de Pakistán está integrado por el Presidente y las dos Cámaras, conocidas como Asamblea Nacional y el Senado. La Asamblea Nacional tiene una ventaja sobre el Senado al legislar exclusivamente en materia monetaria. Con excepción de los proyectos de ley de dinero, sin embargo, ambas casas trabajan juntas para llevar a cabo la labor básica del Parlamento, es decir, hacer leyes.

### Procedimientos legislativos
Los proyectos de ley relacionados con la Lista Legislativa Federal pueden ser originados en cualquiera de las Cámaras. Si una de las Cámaras aprueba un proyecto de ley por mayoría, se transmite el proyecto a la otra Cámara. Si la otra Cámara la aprueba sin enmiendas, se presentará al Presidente para su aprobación.
Si el proyecto de ley transmitido a la otra Cámara, no se aprueba dentro de un plazo de noventa días o se rechaza, se considerará a votación en una sesión conjunta convocada por el Presidente a solicitud de la Cámara en la que se originó el proyecto de ley. Si el proyecto de ley se aprueba en sesión conjunta, con o sin enmiendas, por votación de la mayoría de los miembros de las dos Cámaras, se presentará al Presidente para su aprobación.
Si el proyecto de ley es presentado al Presidente para su aprobación, éste aprobará el proyecto de ley en un plazo máximo de diez días. Si no es un proyecto de ley monetario, el Presidente puede devolver el proyecto de ley a la Majlis-e-Shoora (Parlamento) con un mensaje solicitando que el proyecto de ley sea reconsiderado y que se considere una enmienda específica (veto suspensivo). El Majlis-e-Shoora reconsiderará el proyecto de ley en una sesión conjunta. Si el proyecto de ley es aprobado de nuevo, con o sin enmienda, por voto de la mayoría de los miembros presentes y votantes, se presentará al Presidente y el Presidente dará su consentimiento dentro del plazo de diez días; En su defecto, se considerará que se ha dado tal consentimiento. 
De acuerdo con la Constitución, el Parlamento también puede legislar para dos o más Provincias por consentimiento y solicitud hechas por esas Provincias. Si el gobierno federal proclama el estado de emergencia en cualquier provincia, el poder de legislar sobre esa provincia está investido en el Parlamento pero, los proyectos de ley aprobados por el Parlamento durante el estado de emergencia, dejarán de estar en vigor después de seis meses a partir de la fecha en la cual el estado de emergencia es levantado. No obstante, seguirán siendo válidas las medidas adoptadas en virtud de estas leyes.

## Comités
A pesar de reconocer el Sistema de Comités, los comités han sido facultados para entrar en todos los asuntos del ministerio. Un asunto puede ser remitido a un comité permanente por el Presidente o la Asamblea motu proprio y promover ninguna moción.
Los comités también han sido facultados para invitar o convocar ante ella a cualquier miembro o cualquier otra persona que tenga un interés especial en relación con cualquier asunto bajo su consideración y puede escuchar alegatos de expertos y celebrar audiencias públicas.

## Composición y elección
La composición de la Asamblea Nacional se especifica en el artículo 51 de la Constitución de Pakistán. Hay un total de 342 escaños, de estos, 272 son de elección directa mientras que los 70 restantes están reservados para las mujeres y minorías religiosas.
Los miembros de la Asamblea Nacional son elegidos por el pueblo mediante elecciones, que se celebran como máximo cada 5 años mediante sufragio universal. Para poder ser elegido, de acuerdo con el Artículo 62 de la Constitución, los candidatos deben ser ciudadanos de Pakistán y no menores de 18 años de edad.

## Disolución
La Asamblea Nacional puede ser disuelta por iniciativa del primer ministro. Si se disuelven, se llevan a cabo nuevas elecciones para la Asamblea. El artículo 58 de la Constitución de Pakistán trata de la disolución de la Asamblea:

El Presidente de Pakistán disolverá la Asamblea Nacional si así lo pide el Primer Ministro. Deberá ser disuelta, si no lo ha sido ya, en un plazo de cuarenta y ocho horas desde que el Primer Ministro haya aconsejado su disolución.
Artículo 58. Constitución de Pakistán.

Sin perjuicio de lo mencionado, el artículo 48 de la Constitución establece que el Presidente de Pakistán podrá disolver la Asamblea Nacional a su discreción cuando se haya llevado a cabo una votación de confianza y el primer ministro no la haya superado y, si ningún otro candidato se haya propuesto para representar a la mayoría que ha retirado la confianza al primer ministro.